# Peña Blanca (Sullana)
Peña Blanca es un caserío peruano ubicado en el distrito de Lancones, perteneciente a la provincia de Sullana del departamento de Piura, al norte del Perú. 

## Ubicación
Peña Blanca se ubica al noreste de la provincia de Sullana, en el distrito de Lancones, en el departamento de Piura. A su vez, se encuentra cerca al río Chira y a la Presa de Poechos. Está conectada con la carretera PE-1NN (Sullana-El Alamor).

## Demografía
En 2017 Peña Blanca tenía una población de 87 habitantes.
| Gráfica de evolución demográfica de Peña Blanca entre 1993 y 2017 |
|                                                                   |
| Fuentes: Población 1993 y 2017                                    |